# Heinrich von Brentano
Heinrich von Brentano di Tremezzo (Offenbach am Main, 20 giugno 1904 – Darmstadt, 14 novembre 1964) è stato un politico tedesco (CDU).
Heinrich von Brentano di Tremezzo proveniva da una nobile famiglia di origini italo-tedesche che era appunto originaria del borgo di Bonzanigo, in comune di Mezzegra, presso Tremezzo in Provincia di Como, di cui anticamente era feudataria. Suo padre era il politico Otto von Brentano di Tremezzo, mentre suo fratello fu lo scrittore Bernard von Brentano.
Ricoprì la carica di ministro degli esteri tedesco dal 1955 al 1961.